# Mikhaïl Ivanovitch Mikhine
Mikhaïl Ivanovitch Mikhine (russe : Михин Михаил Иванович), né le 25 octobre 1923 et mort le 25 mars 2007 est un pilote de chasse et As soviétique de la Guerre de Corée, titulaire de l'Ordre de Héros de l'Union soviétique.

## Carrière
Né le 25 octobre 1923 à Bor-Forpost, district de l'Altaï, il rejoignit l'Armée rouge en 1941. Breveté pilote du collège militaire de l'Air d'Orenbourg, en 1943, il fut dirigé, pour un complément de formation sur le collège militaire de l'Air de Stalingrad, jusqu'en 1945.
En 1952, kapitan (= capitaine) et commandant-adjoint d'une escadrille du 518.IAP (= régiment de chasse aérienne), il fut envoyé, en mars de la même année, combattre en Corée, aux côtés des Nord-coréens, contre les forces des Nations unies. Volant sur Mig 15, il obtint plusieurs victoires contre les Sabres américains. Il revint en URSS au début 1953 avec le grade de major (=commandant). Diplômé de l'Académie de l'Air en 1973, il prit sa retraite comme general-major (= général de division) en 1980.

## Palmarès et décorations

### Tableau de chasse
- Crédité de 9 victoires homologuées. Il avait aussi obtenu 2 victoires non confirmées supplémentaires.

### Décorations
- Héros de l'Union soviétique le 14 juillet 1953;
- 2 fois titulaire de l'Ordre de Lénine;
- 2 fois titulaire de l'Ordre du Drapeau rouge;
- 3 fois titulaire de l'Ordre de l'Étoile rouge.